# Марія Аделаїда Кембриджська
Марія Аделаїда Вільгельміна Єлизавета Кембриджська (нім. Mary Adelaide Wilhelmina Elizabeth of Cambridge), (нар. 27 листопада 1833 — пом. 27 жовтня 1897) — британська принцеса з Ганноверської династії, донька британського принца Адольфа Фредеріка, який носив титул герцога Кембридзького, та принцеси Гессен-Кассельської Августи, дружина герцога Текського Франца. Матір королеви Великої Британії Марії Текської.

## Біографія

### Дитинство та юність
Народилась 27 листопада 1833 року в Ганновері. Була третьою дитиною та другою донькою в родині британського принца Адольфа Фредеріка, який носив титул герцога Кембридзького, та його дружини Августи Гессен-Кассельської. Мала старшого брата Георга та сестру Августу. 9 січня 1834 року була охрещена у Кембридж-хаусі в Ганновері преподобним Джоном Раяном Вудом, капеланом її батька. Хрещеними батьками стали родичі: король Великої Британії Вільгельм IV, королева-консорт Адельгейда, герцогиня Глостерська, велика герцогиня Мекленбург-Стреліцу, Марія Луїза Гессен-Кассельська та ландграфиня Гессен-Гомбурзька, яка єдина була присутньою особисто. Всі свої імена новонароджена отримала на честь хрещених. Запис про хрещення (згідно традицій англіканської церкви) було зроблено у парафіяльних книгах Замкової церкви Ганноверу. Старший брат дівчинки, який був присутнім при обряді, записав у своєму щоденнику: «Вчора ввечері відбулося хрещення Марії. Це була дуже урочиста та гарна церемонія, і служба пройшла добре у виконанні пана В. Малеча взагалі не плакала. Я підписався як свідок».
До 1837 року сімейство мешкало в Ганновері, де батько виконував обов'язки віце-короля від імені королів Георга IV і потім Вільгельма IV. Після смерті короля Вільгельма на престол зійшла дворідна сестра Марії Аделаїди Вікторія Кентська.В Гановері діяв салічний закон, який не допускав до трону жінок. Персональна унія між Гановером і Великобританією перестала існувати, правителем Ганноверу став її дядько Ернст Август, а родина Кембріджів повернулася до Великої Британії. Мешкали у палаці К'ю та, згодом, у палаці святого Якова, а також (до 1850 року) у Кембридж-хаусі в Лондоні. Марію Аделаїду й Августу навчали виключно жіночих занять, придворного етикету та історії королівської сім'ї. У липні 1850 року пішов з життя голова родини. Матір більше не одружувалася.

Марія Аделаїда була присутньою при кончині батька і згодом писала: «Я дуже вдячна Богові за це, бо йому подобалося, щоб я була з ним, коли маму на мить викликали назовні, щоб обмахувати його віялом і обмивати йому скроні кельнською водою; потім він тиснув мені руку й шепотів: „Чарівна“ та „Дорога“». 1857 року пішла з життя герцогиня Глостерська, про що Марія Аделаїда зазначила: «Ми, молоді люди, тобто Георг, Августа і я любили її як другу матір. Вона була янгольською істотою, і я сподіваюся, що одного разу наслідую її яскравий приклад і буду так само схожа на неї розумом і серцем, як і ім'ям».

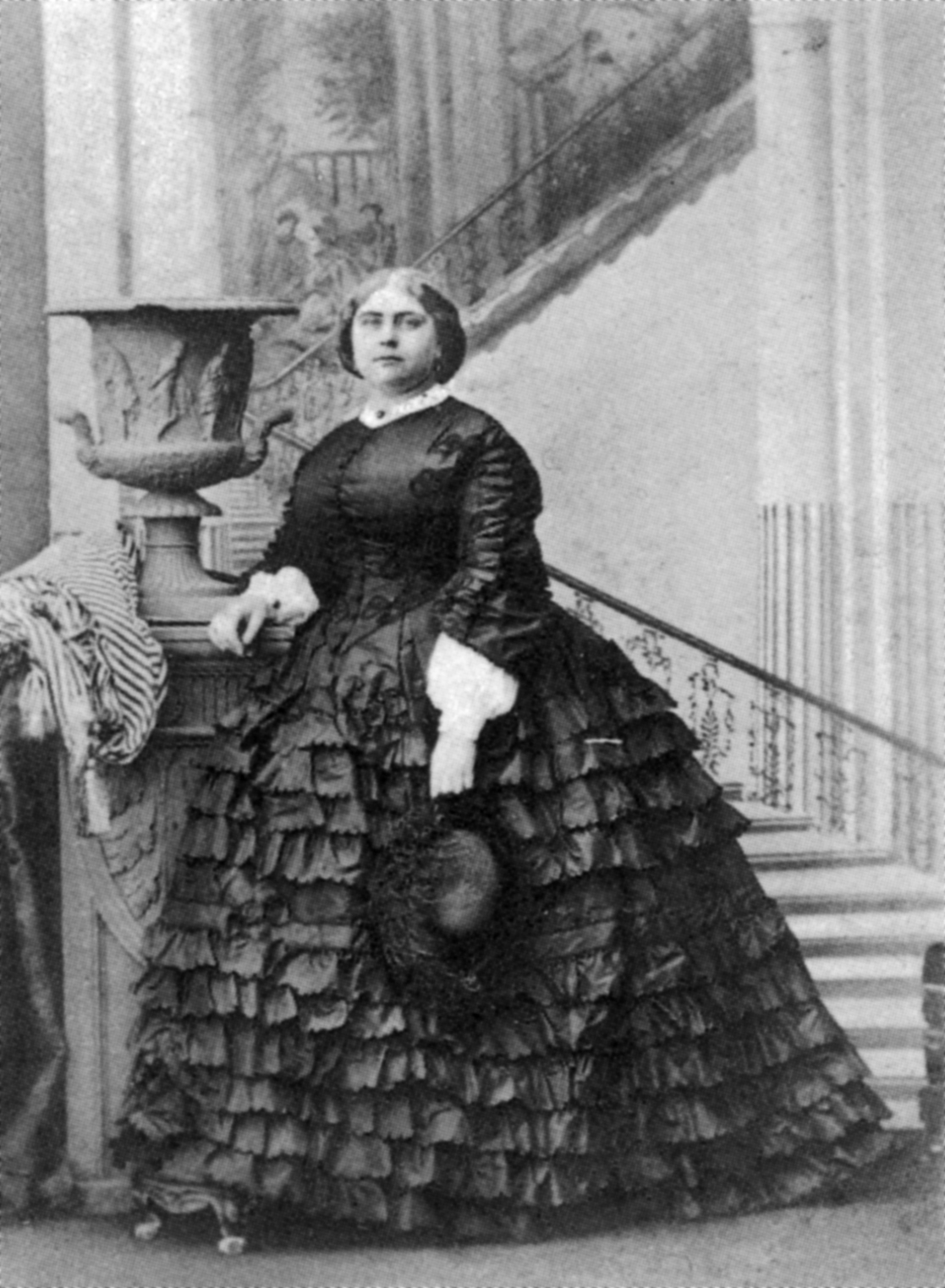
Світлина жовтня 1860 року

Принцеса була щедрою, імпульсивною та веселою, але, разом з тим, дуже товстою, і її масивні пропорції майже не натякали на привабливість її характеру. У 1852 році вона здійснила поїздку до Бельгії у супроводі матері. Король Леопольд I згодом писав про дівчину своїй небозі Вікторії до Лондона: «Бідна Марія! Вона була такою гарною дитиною, але зараз схожа на кулю».
Принцеса змирилася з тим, що доживатиме свій вік як «весела стара діва». Окрім повноти, наречених відлякувало її небажання залишати Велику Британію та відсутність прибутків. У різний час кандидатурами для шлюбу були шведський кронпринц Оскар, який навіть відвідав Альбіон, але, зрештою, не зробив пропозиції, удовий король Сардинії Віктор Емануїл II, принц Вільгельм Баденський, герцог Брауншвейзький, герцог Саксен-Майнінгенський та імператор Наполеон III Бонапарт.
Підходящу кандидатуру підшукало подружжя Уельських під час відвідин у 1865 році австрійського двору у Відні. Їм сподобався граф Франц фон Гогенштайн, князь Текський, син принца Вюртемберзького від морганатичного шлюбу з угорською графинею, відомий як «найвродливіший чоловік австрійського двору». Принц Уельський Едуард запросив юнака до Великої Британії та організував йому зустріч з Марією Аделаїдою. За словами принцеси, залицяння було недовгим. 7 березня 1866 року відбулася перша зустріч, а за місяць вони вже заручилися. Королева Вікторія дала згоду на нерівний шлюб через відсутність інших претендентів. Франц у тому ж році залишив військову службу в австрійській армії.

### Шлюб

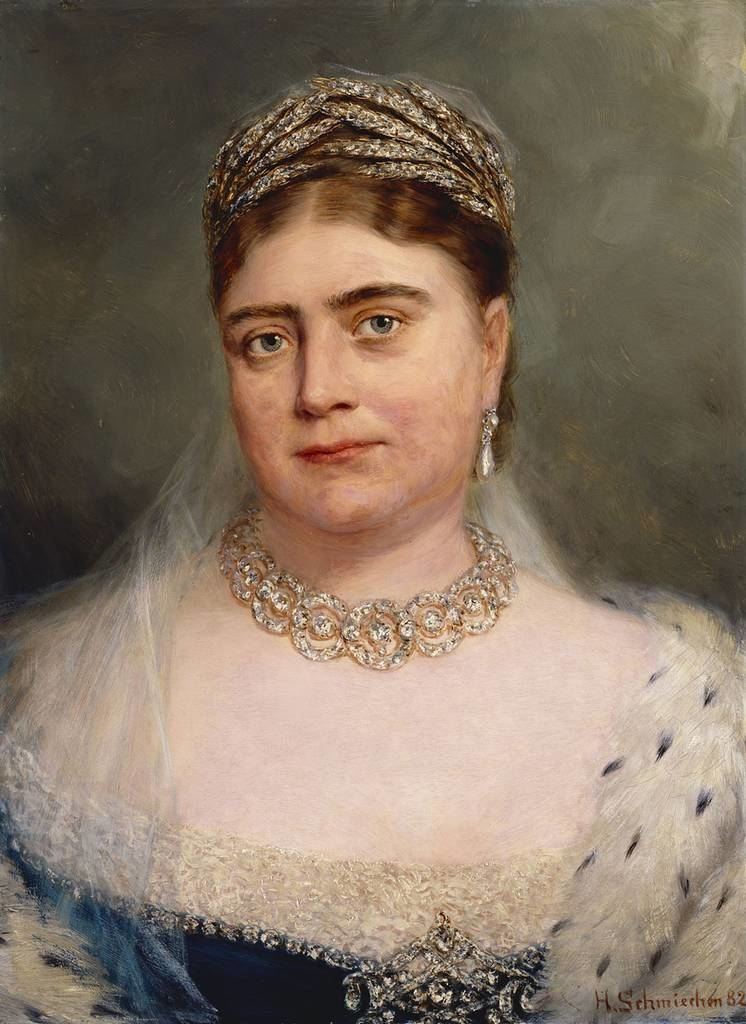
Портрет пензля Германа Шміхена, 1882, Королівська колекція

У віці 32 років Марія Аделаїда взяла шлюб із 28-річним князем Текським. Весілля відбулося 12 червня 1866 у церкві Святої Анни в К'ю. Оселилися пара у Кенсінгтонському палаці в Лондоні, а у 1870 році переселилися до маєтку Вайт-Лодж у Річмонд-парку. У пари народилося четверо дітей.
Марія Аделаїда проводила багато часу з дітьми, що було незвично аристократок того времени. Спадкоємці здобували освіту вдома під наглядом запрошених вчителів.
Основним утримувачем родини була саме Марія Аделаїда, яка, як член королівської родини отримувала 5 000 парламентської ренти, та мала додаткові 4 000 фунтів від своєї матері. Однак грошей завжди не вистачало, оскільки подружжя жило на широку ногу: купували дорогий одяг і коштовності, відпочивали за кордоном, влаштовували звані прийоми для аристократії. Прохання Марії Аделаїди до королеви щодо збільшення фінансування, та відхиляла. Аби зменшити витрати, 1883 року сімейство виїхало за кордон, спершу под псевдонімами графа та графині фон Гогенштайн. Втім, Марія Аделаїда прагла подорожувати стильніше і повернулася до свого справжнього титулу, який вимагав значно більшої уваги та кращого обслуговування. Родина відвідала Флоренцію, де прожила кілька місяців, зупинялася у родичів в Австрії та Німеччині. 1885 року повернулися з добровільного вигнання назад до Лондону.
Герцогиня почала займатися благодійністю, ставши покровителькою благодійних організацій Барнардо та інших дитячих організацій. Донька супроводжувала її у різні благодійні установи та будинки для бідних. Марія Аделаїда була любима народом і її голосно вітали на ювілейній ході 1887 року. Вона сказала після цього другові: «Так, любий, як члену старої королівської родини, добра публіка завжди надає мені теплий прийом».
16 вересня 1871 Франц отримав від короля Вюртембергу титул герцога Текського. Марія Аделаїда просила королеву надати йому предикат Королівської Високості, але Вікторія надала лише предикат Високості з приводу свого золотого ювілею у 1887 році.
Монархиня любила доньку подружжя Текських та вважала, що вона стане доброю дружиною для її онука Альберта Віктора, майбутнього короля Великої Британії. Заручини Мей та принца відбулися 3 грудня 1891 року. Фінансове становище батьків майбутньої королеви після цього покращилося. Втім, наступного місяця юнак помер від пневмонії. У травні 1893 року Марії зробив пропозицію молодший брат Альберта Віктора, Георг. У липні 1893 вони побралися.
Одним з останніх публічних виходів герцогині став візит в Jubilee Review 1897 року.
Марія Аделаїда пішла з життя вночі 27 жовтня 1897 року у маєтку Вайт-Лодж від відмови серця після другої екстренної операції по видаленню грижі. Заповіту не залишила. Була похована 3 листопада у королівській крипті в каплиці Святого Георгія у Віндзорському замку. Її чоловік надалі мешкав усамітнено у їхньому маєтку, не відвідуючи офіційних заходів. Пережив дружину на два роки та був похований поруч.

## Родина

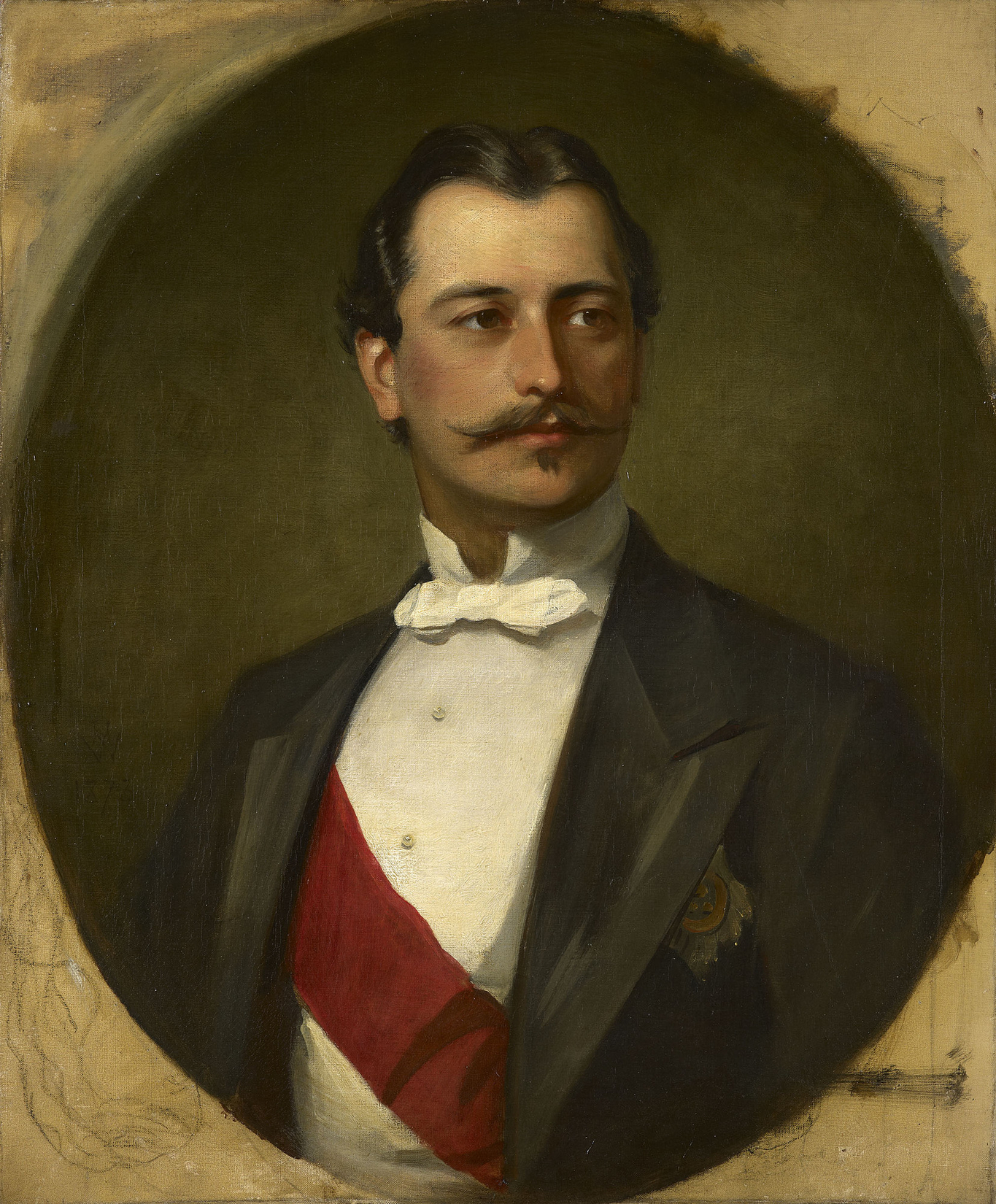
Портрет герцога Текського пензля Генрі Вайгалла, 1873, Королівська колекція

Чоловік — Франц фон Гогенштайн, князь Текський
Діти:
- Марія (1867—1953) — дружина короля Великої Британії Георга V, мала шестеро дітей;
- Адольф (1868—1927) — герцог Текський, 1-й маркіз Кембридзький, був одружений з леді Маргарет Гросвенор, мав четверо дітей;
- Франц (1870—1910) — майор британської армії, одруженим не був, визнаних дітей не мав;
- Александр (1874—1957) — граф Атлонський, генерал-майор британського війська, був одруженим з британською принцесою Алісою, внучкою королеви Вікторії, мав трьох дітей.

## Нагороди

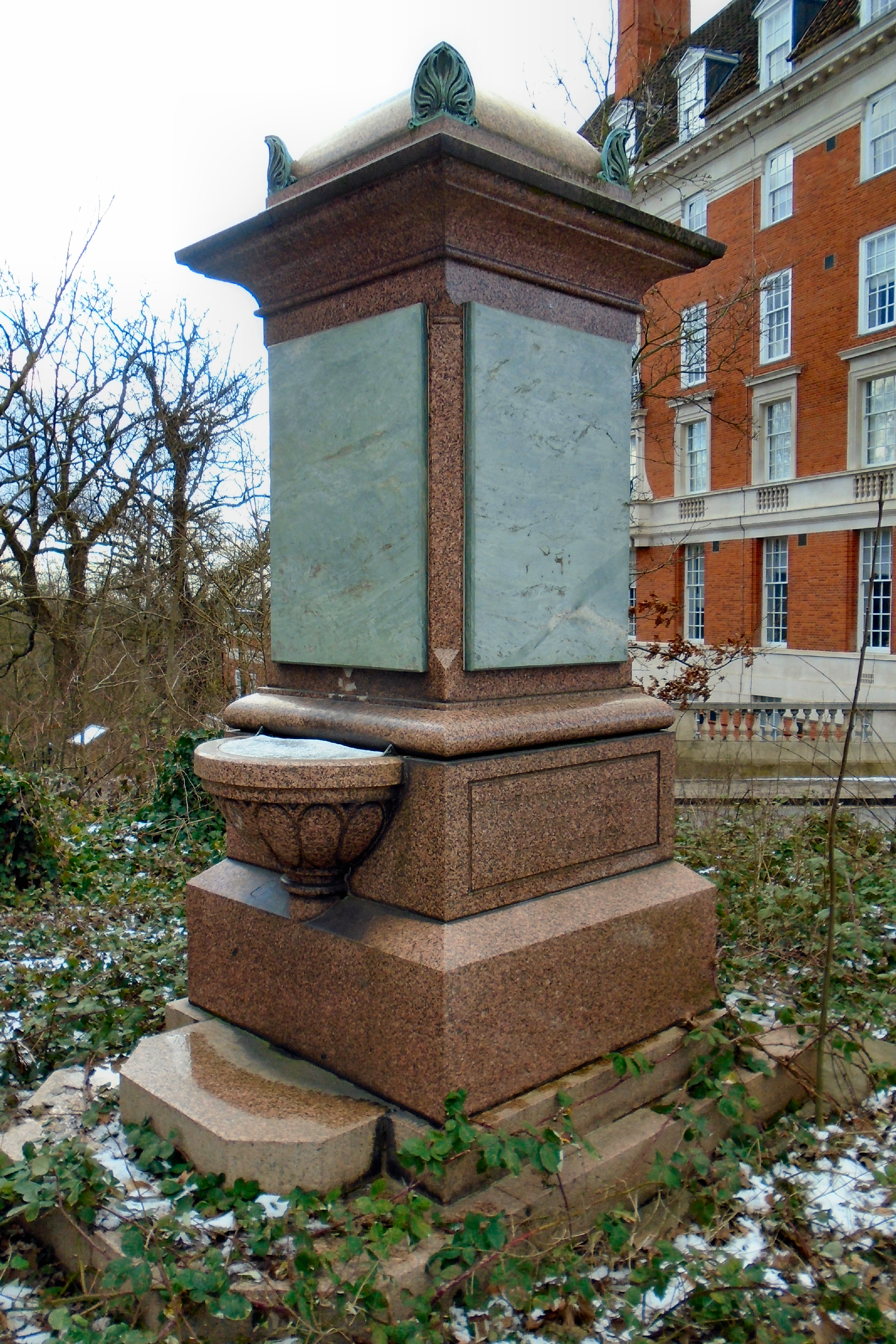
Меморіальний фонтан Марії Аделаїди Кембридзької

- Орден Індійської корони (Велика Британія) (1878);
- Орден святого Іоанна (Велика Британія) (1896).

## Вшанування
- У 1901 році біла Річмондської брами був встановлений меморіальний фонтан принцеси Марії Аделаїди, герцогині Текської.

## Кіновтілення
- У британській історичній драмі «Втрачений принц» про життя онука Марії Аделаїди, герцогиню зіграла Роз МакКатчеон.[10]